# Mohnnudel

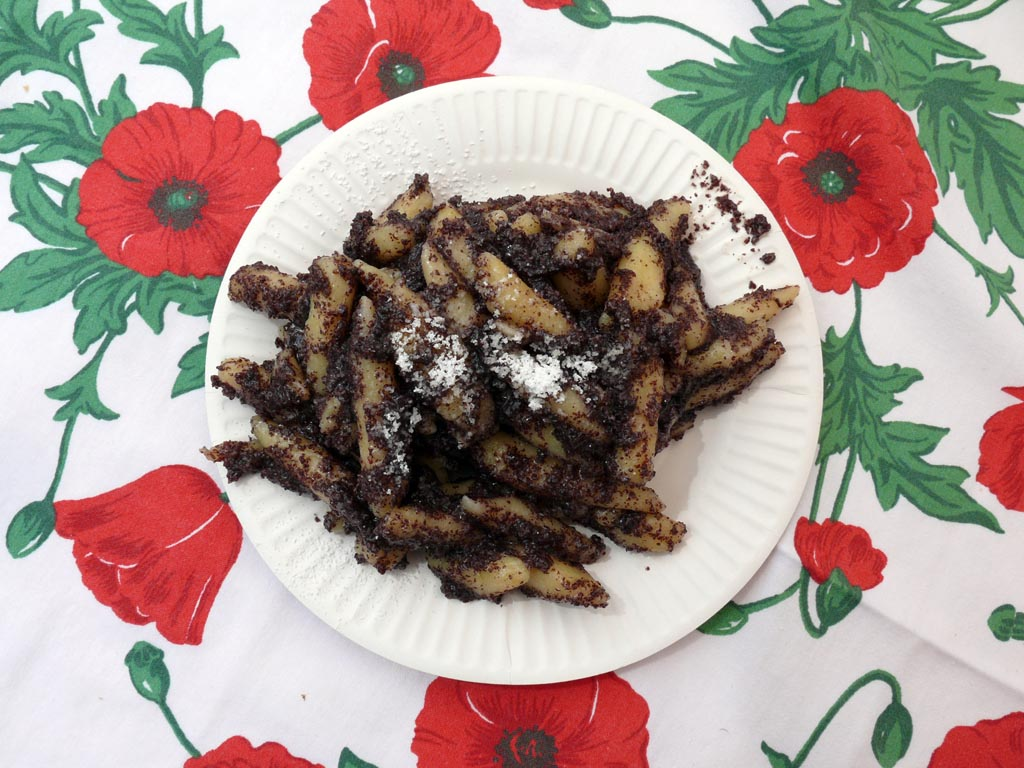
Mohnnudeln

Las Mohnnudeln son una especialidad culinaria dulce originaria de Austria y Bohemia. El componente básico es una especie de pasta de patata parecida a la empleada en la elaboración de las Schupfnudeln. A diferencia de estas, las Mohnnudeln se saltean con mantequilla y semillas de amapola (en alemán Mohn, de ahí el nombre del postre). Antes de servir, se espolvorean con azúcar glas.